# Giga (singolo)
Giga è un singolo del produttore discografico italiano The Night Skinny, pubblicato il 7 agosto 2019. Il brano ha visto la partecipazione dei rapper italiani Rasty Kilo, Taxi B e Sapobully.

## Tracce
1. Giga (feat. Rasty Kilo, Taxi B & Sapobully) – 2:33